# Acronicta striata
Acronicta striata är en fjärilsart som beskrevs av Richardson 1958. Acronicta striata ingår i släktet Acronicta och familjen nattflyn. Inga underarter finns listade i Catalogue of Life.